# Firestone (azienda)

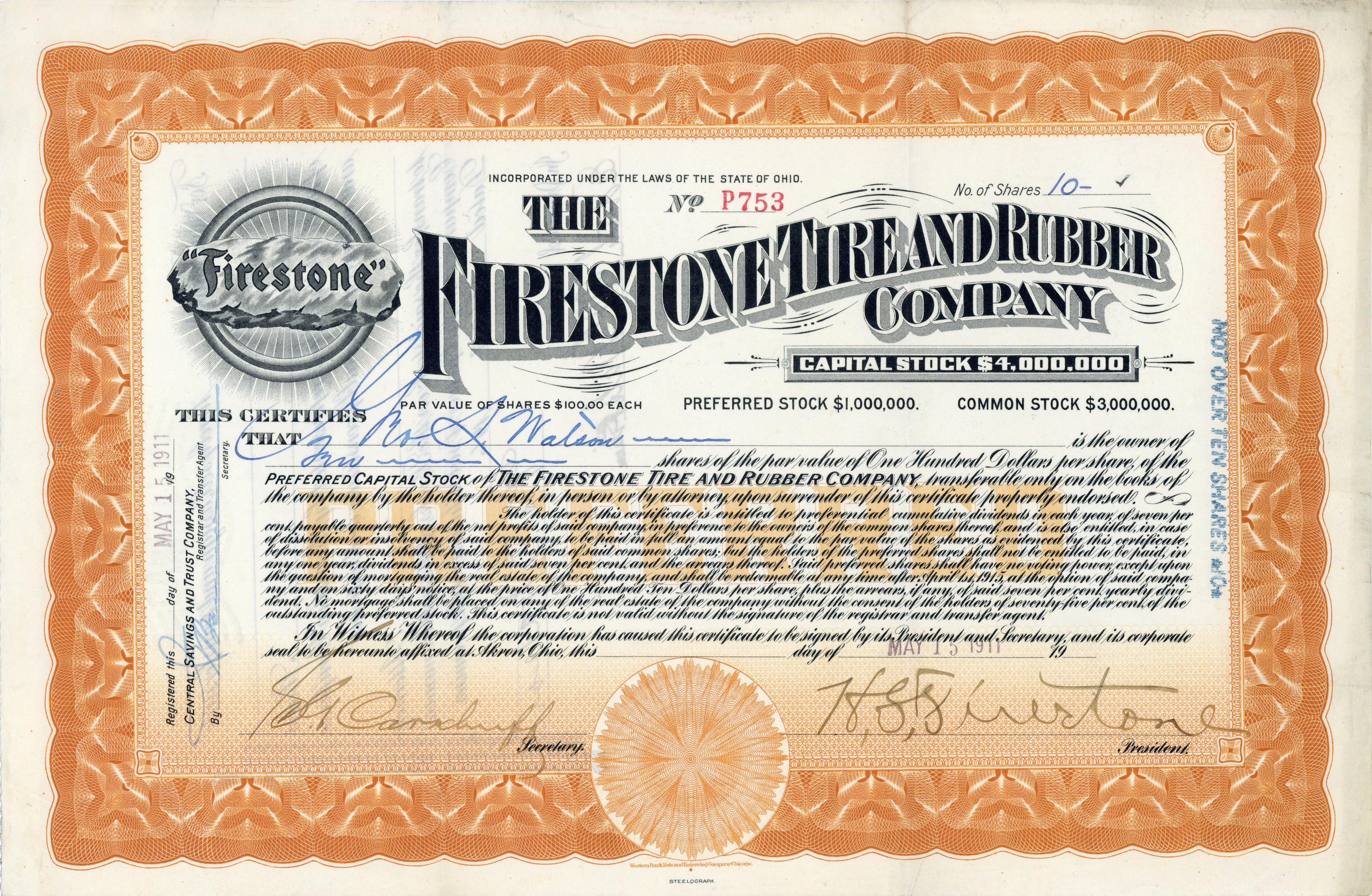
Azione privilegiata della Firestone Tire and Rubber Company per 10 titoli da 100 dollari ciascuno, emessa il 15 maggio 1911 ad Akron, Ohio, firmata da Harvey S. Firestone come Presidente

Firestone, nota anche precedentemente come Firestone Tire and Rubber Company, è una storica azienda produttrice di pneumatici, facente parte dal 1988 del gruppo giapponese Bridgestone che conta 40.000 dipendenti in tutto il mondo e un fatturato nel 2004 di 2,09 miliardi di dollari.

## Storia
Fondata da Harvey Samuel Firestone nel 1900 per la fornitura di pneumatici per carri, calessi e altre forme di trasporto a ruote a traino animale comune all'epoca, presto iniziò la commercializzazione di pneumatici per automobili. La società è stata una delle pioniere nella produzione di massa di pneumatici. Firestone fu anche il fornitore ufficiale delle automobili prodotte dalla Ford Motor Company ed è stata anche attiva nel mercato delle competizioni.

### In Italia
In Italia, inaugurato il 16 giugno 1962 dalla Brema, lo stabilimento di Bari aveva una capacità produttiva di 2.800 pneumatici al giorno destinati al mercato dell’auto, agricolo e dei mezzi pesanti. Acquisita la maggioranza del pacchetto azionario di Brema da parte di Firestone nel 1966 lo stabilimento inizia la produzione di pneumatici radiali. A seguito della fusione Bridgestone-Firestone, lo stabilimento passa sotto il controllo di Bridgestone nel 1988 e nel 1991 vi si produce il primo pneumatico con il marchio Bridgestone. Dopo il conseguimento della certificazione ISO 9002 ottenuta nel 1993, l’anno successivo l’impianto entra in un ciclo produttivo di 7 giorni la settimana. Nel 2002 l’impianto ottiene la certificazione ISO 14001 (Sistema di Gestione Ambientale) e l’anno successivo la ISO/TS 16949. Nel 2010 viene realizzato il nuovo magazzino per le materie prime mentre nel 2011 giunge la certificazione BMW.
Oggi lo stabilimento Bridgestone-Firestone di Bari, uno tra i più importanti tra gli 8 stabilimenti produttivi Bridgestone in Europa, impiega 1000 dipendenti e produce 20.000 pneumatici al giorno destinati ai mercati dell’auto di primo equipaggiamento e di ricambio.

## Formula 1
La Firestone in Formula 1 nell'arco di ventuno stagioni ha ottenuto 49 vittorie e conquistato tre titoli costruttori e altrettanti titoli piloti, tutti come fornitore della Lotus, nelle stagioni 1968, 1970 e 1972.